# The Crow
The Crow (br./pt: O Corvo) é uma série de história em quadrinhos criada por James O'Barr. O Corvo foi criado originalmente numa história por James O’Barr depois de uma tragédia. Em 1978, a namorada de James foi atropelada por um motorista bêbado. James perdeu o controle. Acabou se alistando no exército e foi enviado para servir na Alemanha. Foi lá que, nas horas vagas, escreveu e desenhou as primeiras quarenta páginas de O Corvo em 1981. Sua tristeza e revolta com a morte da namorada deram o tom violento e melancólico ao personagem.

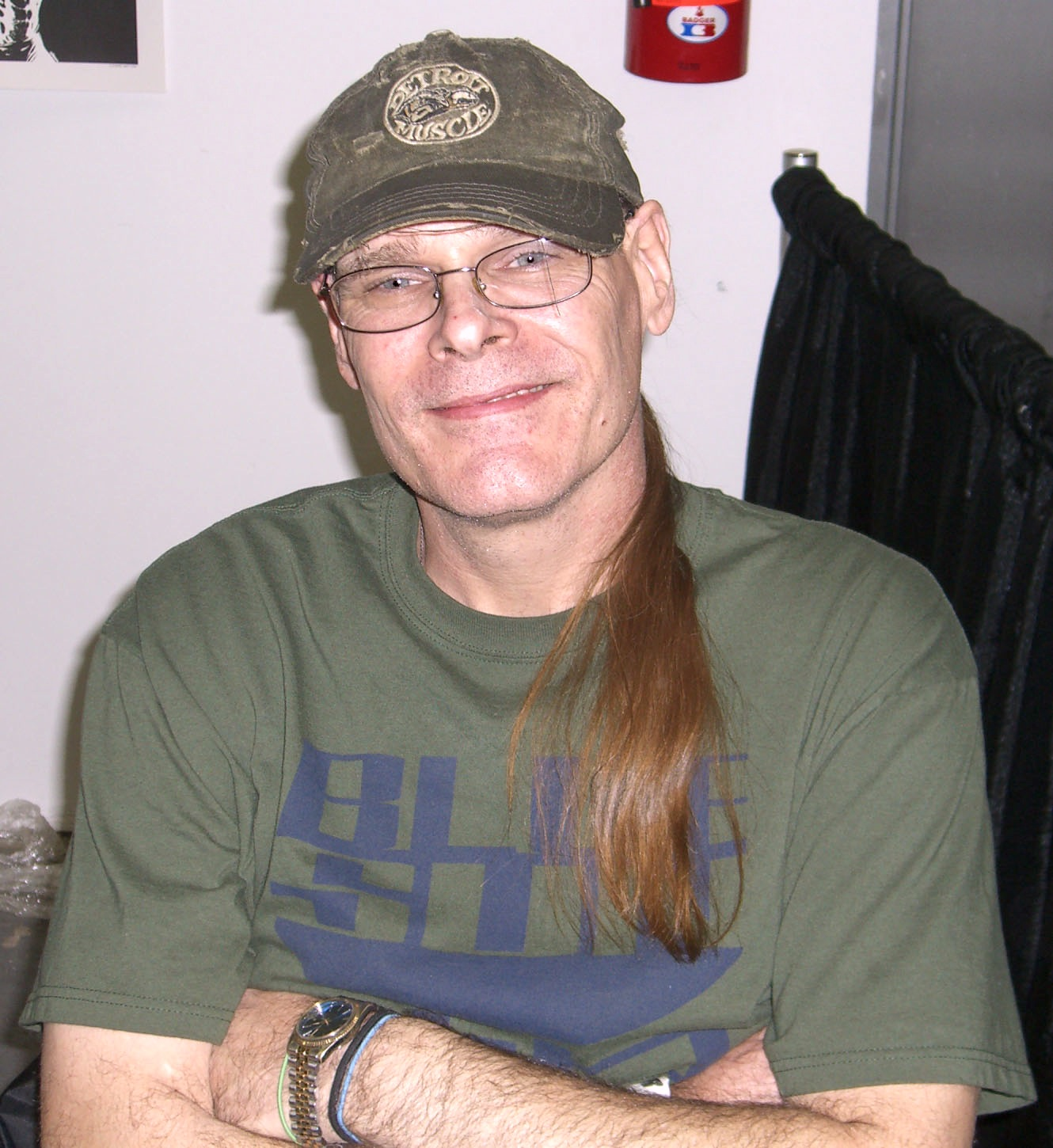
James O'Barr, criador de "O Corvo"

O Corvo foi traduzido para quase uma dúzia de idiomas.

## Adaptações
Em 1994 foi realizado um filme baseado nos quadrinhos, estrelado por Brandon Lee.

### Televisão
Em 1998 uma série de TV baseada no filme, com Mark Dacascos no papel de Eric Draven.